# Naqir
Naqir (tiếng Ả Rập: نقير) là một ngôi làng Syria nằm ở phó huyện Wadi al-Uyun ở huyện Masyaf, Hama. Theo Cục Thống kê Trung ương Syria (CBS), Naqir có dân số 389 người trong cuộc điều tra dân số năm 2004.